# Ernest Nys
Ernest Nys, né le 27 mars 1851 à Courtrai et mort le 4 septembre 1920 à Bruxelles est un juriste et essayiste belge.

## Théories
Dans son livre Idées modernes. Droit international et Franc Maçonnerie, il explique que la franc-maçonnerie va adhérer pleinement aux notions de droit international, d’arbitrage et de pacifisme.

## Publications
- Ernest Nys, Le Droit international (lire en ligne).
- Ernest Nys, Idées modernes. Droit international et Franc Maçonnerie, 1908 (lire en ligne).
- Ernest Nys, Les origines du droit international, A. Castaigne, 1894.
- Ernest Nys, Christine de Pisan et ses principales œuvres, Société anonyme M. Weissenbruch, imprimeur du roi, 1914.
- Ernest Nys, L' état indépendant du Congo et le droit international, Hayez, imprimeur des académies royales, 1903.
- Ernest Nys, The necessity of a permanent tribunal, American Society for Judicial Settlement of International Disputes, 1910.
- Ernest Nys, Études de droit international et de droit politique, A. Castaigne, 1896.
- Ernest Nys, Les théories politiques et le droit international en France jusqu'au 18e siècle, A. Castaigne, 1899.
- Ernest Nys, The independent state of the Congo and international law, J. Lebègue and c⁰, 1903.
- Ernest Nys, La guerre maritime, C. Muquardt, Trübner & co., 1881.
- Ernest Nys, Le droit international, A. Castaigne ; [et al.], 1906.
- Ernest Nys, Les États-Unis et le droit des gens, Bureau de la Revue, 1909.
- Ernest Nys, Researches in the history of economics, Black, 1899.
- Ernest Nys, Idées modernes, Adamant Media Corporation, January 28, 2003.
- Ernest Nys, L'État indépendant du Congo et l'acte général de Berlin, Bureau de la Revue, 1903.
- Ernest Nys, The independent state of the Congo and the General Act of Berlin, Hayez, 1903.
- Ernest Nys, Les théories politiques et le droit international en France jusqu'au 18e siècle, Slatkine Reprints, 1970.
- Ernest Nys, L' Escaut et la Belgique, M. Weissenbruch, 1920.
- Ernest Nys, Une clause des traités de 1814 et de 1839, M.Weissenbruch, 1911.
- Ernest Nys, Researches in the history of economics, A. & C. Black, 1899.
- Ernest Nys, Idées modernes, M. Weissenbruch, 1908.
- Ernest Nys, Recherches sur l'histoire de l'économie politique, Castaigne, 1898.
- Ernest Nys, L'Escaut en temps de guerre, M. Weinssenbruch, 1910.